# Dennis Trident 2
Il Dennis Trident 2, conosciuto anche come Dennis Trident, ma anche come TransBus Trident 2/TransBus Trident, è un telaio per un autobus a due piani con pianale ribassato prodotto in Gran Bretagna dalla Dennis e presentato nel 1997. Il telaio Trident è andato a sostituire il precedente telaio Dennis Arrow. 

## Descrizione
Dopo che nel 2001 la Dennis è stata assorbita dal gruppo TransBus, e il marchio Dennis è stato eliminato, il telaio è stato prodotto dalla TransBus. Dal 2004 è stato costruito dalla Alexander Dennis.
Il telaio Trident 2 è caratterizzato dal motore montato in posizione trasversale sul lato destro con il radiatore montato sul lato sinistro del vano motore.  Il motore era un Cummins C-series Euro II, sostituito poi dal Cummins ISCe Euro III, accoppiato ad una trasmissione Voith DIWA o ZF Ecomat.  Il Trident 2 era disponibile con allestimento Alexander ALX400, Plaxton President e East Lancs Lolyne/Millennium Lolyne.
Nei primi anni di produzione il Trident 2 divenne molto popolare in Gran Bretagna e venne venduto in numeri rilevanti ad operatorti quali la Stagecoach, la First Group, la Travel West Midlands  e la Lothian Buses. Alcuni Trident furono esportati in Irlanda, per la Dublin Bus, e in Spagna, per giri panoramici cittadini a Barcellona e a Madrid. 
In seguito la sempre più forte concorrenza di nuovi autobus quali lo Scania OmniDekka e il fatto che la TranBus entrasse in amministrazione controllata causò un crollo significativo nelle vendite del Trident 2 e la Stagecoach restò il solo cliente principale.
Nel 2005 la Alexander Dennis sviluppò una nuova versione del suo telaio Trident 2 per la sua carrozzeria Enviro400 sempre per un bus a due piani. Nonostante fosse venduta come telaio Enviro400 il nome Trident 2 continuò ad apparire sulla targhetta del costruttore. 
Venne mantenuto il motore ISCe Euro III, subito sostituito dal Cummins ISBe a sei cilindri Euro IV e trasmissione Voith/ZF. Furono introdotte altre modifiche tra le quali un piano superiore più lungo e una forma differente del serbatoio del carburante. La produzione della vecchia versione del Trident 2 continuò fino al 2006 e gli esemplari più recenti furono consegnati alla Isle of Man Transport.
La nuova versione del Trident 2 divenne disponibile con la carrozzeria Darwen/Optare Olympus e il primo esemplare venne consegnato alla CT Plus di Londra nel 2008.
Nel 2008 la Alexander Dennis ha svelato la versione a motorizzazione ibrida del Trident 2, la Enviro400H, che usa il sistema HybriDrive della BAE accoppiato al motore Cummins ISBe quattro cilindri quale generatore di potenza. Sempre nello stesso anno la Alexander Dennis ha presentato un ulteriore sviluppo del Trident 2 per l'Enviro400 New Generation. 
Il motore è stato spostato sul lato sinistro mentre il radiatore sul lato destro del vano motore. Il motore può essere o il Cummins ISBe Euro V o il MAN D0836LOH e le trasmissioni o la Voith DIWA o la ZF EcoLife. 
Nel 2009 la Alexander Dennis ha sviluppato una versione speciale per Hong Kong del Trident 2 (Enviro400). Questa versione si basa sulla versione più recente presentata nel 2008 ed ha una parte posteriore più lunga e può essere dotata di motore Cummins ISLe Euro V.